# Línea 7 (TUC Pamplona)
| 7 | Barañain ↔ Atarrabia Barañáin ↔ Villava |

La línea 7 del Transporte Urbano Comarcal de Pamplona (EHG/TUC) es una línea de autobús urbano que conecta los barrios de Chantrea, Rochapea, San Jorge, San Juan y Ermitagaña con Villava, Burlada y Barañáin. Algunas de sus paradas se encuentran a escasos metros del término de Ansoáin.
A lo largo de su recorrido conecta lugares importantes como el Cementerio de Pamplona, la Estación RENFE, el Parque del Mundo, el Mercado de Ermitagaña, el Parque Yamaguchi, el Complejo Hospitalario de Navarra, el Polígono Mugazuri-Iturrondo y el Molino de San Andrés.

## Historia
La línea abrió en 1953, explotada por la empresa La Villavesa SA. Unía la Chantrea con Vistabella, en el municipio de Barañáin. Era la única línea que no pasaba la Plaza de la Argentina y que, además, salía del término municipal de Pamplona.
En 1969, tras el cierre de La Villavesa SA, la línea pasa a manos de la COTUP.
En 1992 se recortó el recorrido desde Vistabella hasta el límite de Barañáin.
En 1999, con la reordenación del Transporte Urbano Comarcal, se amplía hasta Barañáin y Villava.
En noviembre de 2018 se añadieron dos nuevas paradas en el Polígono Mugazuri-Iturrondo, entre Chantrea (Pamplona) y Burlada, para dar servicio a dicho polígono.

## Explotación

### Frecuencias
La línea está operativa todos los días del año. Estas son las frecuencias:
- Laborables: 10' (de 06:25 a 20:00) - 12' (de 20:00 a 22:36)
- Sábados: 15' (de 06:30 a 22:35)
- Domingos y festivos: 15' (de 08:20 a 22:35) - 20' (de 06:30 a 08:20)

### Recorrido
Todos los autobuses realizan todo el recorrido.

## Paradas
|  | Parada                                                  | Parada | Parada | Parada | Parada                                                      | Municipio | Correspondencia |  |
|  | ------------------------------------------------------- | ------ | ------ | ------ | ----------------------------------------------------------- | --------- | --------------- |  |
|  | Calle de Fermín Tirapu (Rotonda Bidaburua)              |        | ■      |        | Fermin Tirapuren Kalea (Bidaburua Birbilgunea)              | Villava   |                 |  |
|  | Calle Bidaburua (Calle Serapio Huici)                   |        | ■      |        | Bidaburua Kalea (Serapio Huici Kalea)                       | Villava   | 4               |  |
|  | Calle de Serapio Huici (Escuela de Peritos)             |        | ■      |        | Serapio Huiciren Kalea (Aditueskola)                        | Villava   | 4               |  |
|  | Calle Mayor nº53-55                                     |        | ■      |        | Nagusi Kalea 53-55                                          | Burlada   | 4               |  |
|  | Calle de la Merindad de Sangüesa nº10                   |        | ■      |        | Zangozako Merindadeko Kalea 10                              | Burlada   |                 |  |
|  | Calle de la Merindad de Sangüesa nº18                   |        | ■      |        | Zangozako Merindadeko Kalea 18                              | Burlada   |                 |  |
|  | Polígono Mugazuri (Iturrondo)                           |        | ■      |        | Mugazuri Industrialdea (Iturrondo)                          | Burlada   |                 |  |
|  | Calle de Mugazuri (Calle Fermin Daoiz)                  |        | ■      |        | Mugazuriko Kalea (Fermin Daoiz Kalea)                       | Pamplona  |                 |  |
|  | Calle de Ezcaba nº5                                     |        | ■      |        | Ezkabako Kalea 5                                            | Pamplona  |                 |  |
|  | Calle de San Cristóbal (Calle Echalar)                  |        | ■      |        | San Kristobaleko Kalea (Etxalar Kalea)                      | Pamplona  | 3 5 21          |  |
|  | Calle de San Cristóbal (frente Centro de Salud)         |        | ■      |        | San Kristobaleko Kalea (Osasunetxearen parean)              | Pamplona  | 3 5 21          |  |
|  | Calle de San Cristóbal nº42                             |        | ■      |        | San Kristobaleko Kalea 42                                   | Pamplona  | 3 5 21          |  |
|  | Avenida de Villava (Calle Ororbia)                      |        | ■      |        | Atarrabiako Etorbidea (Ororbia Kalea)                       | Pamplona  | 3 21            |  |
|  | Avenida de Villava (Calle Capuchinos)                   |        | ■      |        | Atarrabiako Etorbidea (Kaputxinos Kalea)                    | Pamplona  | 3 21            |  |
|  | Avenida de Villava (Plaza Euskal Herria)                |        | ■      |        | Atarrabiako Etorbidea (Euskal Herria Plaza)                 | Pamplona  | 3 11 21         |  |
|  | Avenida de Marcelo Celayeta (frente nº132)              |        | ■      |        | Marcelo Celayetaren Etorbidea (132aren parean)              | Pamplona  |                 |  |
|  | Avenida de Marcelo Celayeta nº99                        |        | ■      |        | Marcelo Celayetaren Etorbidea 99                            | Pamplona  | 3 21            |  |
|  | Avenida de Marcelo Celayeta (frente nº76)               |        | ■      |        | Marcelo Celayetaren Etorbidea (76aren parean)               | Pamplona  | 3 14 21         |  |
|  | Avenida de Marcelo Celayeta (frente nº34)               |        | ■      |        | Marcelo Celayetaren Etorbidea (34aren parean)               | Pamplona  | 3 6 21          |  |
|  | Avenida de Marcelo Celayeta (frente nº4)                |        | ■      |        | Marcelo Celayetaren Etorbidea (4aren parean)                | Pamplona  | 3 9 16 17 21    |  |
|  | Estación RENFE                                          |        | ■      |        | RENFE Geltokia                                              | Pamplona  | 3 9 16 17 21    |  |
|  | Avenida de San Jorge (Calle Doctor Fleming)             |        | ■      |        | Sanduzelaiko Etorbidea (Fleming Doktorea Kalea)             | Pamplona  | 9               |  |
|  | Avenida de San Jorge (Calle San Jorge)                  |        | ■      |        | Sanduzelaiko Etorbidea (Sanduzelai Kalea)                   | Pamplona  | 9               |  |
|  | Avenida de San Jorge (Plaza San Jorge)                  |        | ■      |        | Sanduzelaiko Etorbidea (Sanduzelai Plaza)                   | Pamplona  | 9               |  |
|  | Avenida de Navarra nº3                                  |        | ■      |        | Nafarroako Etorbidea 3                                      | Pamplona  | 8 9 10 24       |  |
|  | Calle Monasterio de la Oliva nº25                       |        | ■      |        | Olivako Monasterioa Kalea 25                                | Pamplona  | 8 9 24          |  |
|  | Avenida de Bayona nº30                                  |        | ■      |        | Baionako Etorbidea 30                                       | Pamplona  | 8 9 12 24       |  |
|  | Avenida de Bayona nº40                                  |        | ■      |        | Baionako Etorbidea 40                                       | Pamplona  | 12 19 24        |  |
|  | Avenida de Barañáin nº52                                |        | ■      |        | Barañaingo Etorbidea 52                                     | Pamplona  | 19              |  |
|  | Avenida de Barañáin (frente Hospital Virgen del Camino) |        | ■      |        | Barañaingo Etorbidea (Bide Birjiniaren Ospitalearen parean) | Pamplona  | 19              |  |
|  | Avenida de Barañáin (frente Consultas Externas)         |        | ■      |        | Barañaingo Etorbidea (Kanpoko Kontsultareanak paren)        | Pamplona  | 4               |  |
|  | Avenida de Pamplona (Plaza Tilos)                       |        | ■      |        | Iruñeko Etorbidea (Ezkiako Plaza)                           | Barañáin  | 4               |  |
|  | Avenida de Pamplona (Plaza Sauces)                      |        | ■      |        | Iruñeko Etorbidea (Sahatsako Plaza)                         | Barañáin  | 4               |  |
|  | Avenida de Pamplona (frente nº39)                       |        | ■      |        | Iruñeko Etorbidea (39aren parean)                           | Barañáin  | 4               |  |
|  | Avenida de Pamplona nº39                                |        | ■      |        | Iruñeko Etorbidea 39                                        | Pamplona  | 4               |  |
|  |                                                         |        |        |        |                                                             |           |                 |  |
|  | Avenida de Pamplona nº39                                |        | ■      |        | Iruñeko Etorbidea 39                                        | Pamplona  | 4               |  |
|  | Avenida de Pamplona nº23                                |        | ■      |        | Iruñeko Etorbidea 23                                        | Pamplona  | 4               |  |
|  | Avenida de Pamplona nº1                                 |        | ■      |        | Iruñeko Etorbidea 1                                         | Pamplona  | 4               |  |
|  | Avenida de Barañáin (Consultas Externas)                |        | ■      |        | Barañaingo Etorbidea (Kanpoko Kontsultak)                   | Pamplona  | 4               |  |
|  | Avenida de Barañáin (Hospital Virgen del Camino)        |        | ■      |        | Barañaingo Etorbidea (Bide Birjiniaren Ospitalea)           | Pamplona  | 19              |  |
|  | Avenida de Barañáin (Parque Yamaguchi)                  |        | ■      |        | Barañaingo Etorbidea (Yamaguchi Parkea)                     | Pamplona  | 19              |  |
|  | Avenida de Bayona nº45                                  |        | ■      |        | Baionako Etorbidea 45                                       | Pamplona  | 12 19 24        |  |
|  | Calle Monasterio de Velate (Plaza Monasterio de Azuelo) |        | ■      |        | Belateko Monasterioa Kalea (Azueloko Monasterioa Plaza)     | Pamplona  | 8 9 12 24       |  |
|  | Calle Monasterio de la Oliva (Calle Asunción)           |        | ■      |        | La Olivako Monasterioa Kalea (Jasokundea Kalea)             | Pamplona  | 8 9 24          |  |
|  | Avenida de Navarra (Calle Doctor Juaristi)              |        | ■      |        | Nafarroako Etorbidea (Juaristi Doktorearen Kalea)           | Pamplona  | 8 9 10 24       |  |
|  | Avenida de San Jorge nº71                               |        | ■      |        | Sanduzelaiko Etorbidea 71                                   | Pamplona  | 9               |  |
|  | Avenida de San Jorge (Centro de Salud)                  |        | ■      |        | Sanduzelaiko Etorbidea (Osasunetxea)                        | Pamplona  | 9               |  |
|  | Avenida de San Jorge (frente nº10)                      |        | ■      |        | Sanduzelaiko Etorbidea (10aren parean)                      | Pamplona  | 9               |  |
|  | Avenida de Marcelo Celayeta nº8                         |        | ■      |        | Marcelo Celayetaren Etorbidea 8                             | Pamplona  | 3 9 16 17 21    |  |
|  | Avenida de Marcelo Celayeta nº30                        |        | ■      |        | Marcelo Celayetaren Etorbidea 30                            | Pamplona  | 3 6 21          |  |
|  | Avenida de Marcelo Celayeta nº76                        |        | ■      |        | Marcelo Celayetaren Etorbidea 76                            | Pamplona  | 3 14 21         |  |
|  | Avenida de Marcelo Celayeta nº106                       |        | ■      |        | Marcelo Celayetaren Etorbidea 106                           | Pamplona  | 3 21            |  |
|  | Avenida de Marcelo Celayeta nº136                       |        | ■      |        | Marcelo Celayetaren Etorbidea 136                           | Pamplona  |                 |  |
|  | Avenida de Villava (frente nº17)                        |        | ■      |        | Atarrabiako Etorbidea (17aren parean)                       | Pamplona  | 3 11 21         |  |
|  | Avenida de Villava nº12                                 |        | ■      |        | Atarrabiako Etorbidea 12                                    | Pamplona  | 3 21            |  |
|  | Avenida de Villava nº44                                 |        | ■      |        | Atarrabiako Etorbidea 44                                    | Pamplona  | 3 21            |  |
|  | Calle de San Cristóbal (Calle Huarte)                   |        | ■      |        | San Kristobaleko Kalea (Uharte Kalea)                       | Pamplona  | 3 5 21          |  |
|  | Calle de San Cristóbal (Plaza Chantrea)                 |        | ■      |        | San Kristobaleko Kalea (Txantrea Plaza)                     | Pamplona  | 3 5 21          |  |
|  | Calle de San Cristóbal nº9                              |        | ■      |        | San Kristobaleko Kalea 9                                    | Pamplona  | 3 5 21          |  |
|  | Calle de Ezcaba (frente nº7)                            |        | ■      |        | Ezkabako Kalea (7aren parean)                               | Pamplona  |                 |  |
|  | Calle de Mugazuri (Parque Morea)                        |        | ■      |        | Mugazuriko Kalea (Morea Parkea)                             | Pamplona  |                 |  |
|  | Polígono Mugazuri (Iturrondo)                           |        | ■      |        | Mugazuri Industrialdea (Iturrondo)                          | Burlada   |                 |  |
|  | Ronda de las Ventas nº17                                |        | ■      |        | Bentakoako Ingurubidea 17                                   | Burlada   |                 |  |
|  | Calle Ezkababide (frente nº4)                           |        | ■      |        | Ezkababide Kalea (4aren parean)                             | Burlada   |                 |  |
|  | Calle Mayor nº36                                        |        | ■      |        | Nagusi Kalea 36                                             | Burlada   | 4               |  |
|  | Calle Mayor nº70                                        |        | ■      |        | Nagusi Kalea 70                                             | Burlada   | 4               |  |
|  | Calle de Serapio Huici nº11                             |        | ■      |        | Serapio Huiciren Kalea 11                                   | Villava   | 4               |  |
|  | Calle Bidaburua nº4                                     |        | ■      |        | Bidaburua Kalea 4                                           | Villava   | 4               |  |
|  | Calle de Fermín Tirapu (Rotonda Bidaburua)              |        | ■      |        | Fermin Tirapuren Kalea (Bidaburua Birbilgunea)              | Villava   |                 |  |

## Tráfico
| Año  | Pasajeros | Variación |
| ---- | --------- | --------- |
| 2018 | 3 620 196 | ▲ 5,2%    |
| 2019 | 3 824 745 | ▲ 5,2%    |

## Futuro
Dentro del Plan de Movilidad Urbana Sostenible de Cuenca de Pamplona, esta línea pasará a ser una línea de BTR, denominada  BTR2 